# Dignity Health Sports Park
O Dignity Health Sports Park (antigamente conhecido como Home Depot Center e StubHub Center) é um complexo esportivo de uso múltiplo localizado no campus da Universidade do Estado da Califórnia em Carson, Califórnia. É localizado aproximadamente 13 milhas ao sul do Centro de Los Angeles e tem um estádio de próprio para futebol para acomodar até 27 000 espectadores. Seu maior patrocinador é a empresa estadunidense Home Depot.
É o estádio do time Los Angeles Galaxy, equipe de futebol da Major League Soccer, além da Seleção Masculina dos Estados Unidos, a Seleção Feminina e o Los Angeles Chargers. Foi a sede final da Copa do Mundo de Futebol Feminino de 2003. O estádio foi sede do MLS All-Star e MLS Cup de 2003, 2004 e de 2008. Em 2005, o HDC também se tornou o campo oficial do Chivas USA, da Major League Soccer, tendo o Chivas Guadalajara como dono e inspiração para o nome.
O estádio Home Depot Center sediou as primeiras três edições (2004-06) do USA Sevens, uma competição anual na versão Sevens do rugby union que é parte da Série Mundial de Rugby Sevens. Contudo, no USA Sevens de 2007, o evento irá se mudar para o Petco Park em San Diego, que é maior. O HDC também foi palco do evento Supermoto para os X Games de 2004. O estádio continua até hoje a sediar alguns campeonatos escolares de futebol no meio de dezembro.
O estádio de futebol é frequentemente chamado pelos torcedores de Victoria Street, a grande estrada de acesso para chegar ao estádio (o lugar, propriamente digo é em Avalon Boulevard). Torcedores de times rivais o chamam de Toolbox (caixa de ferramentas, em português), um trocadilho com o nome do estádio.
Além do estádio de futebol, o StubHubCenter oferece um velódromo de 2 500 cadeiras, uma pista sem cobertura e complexo de campo. O Los Angeles Riptide do Campeonato Estadunidense de Lacrosse jogam seus jogos em casa na pista e no estádio de campo.

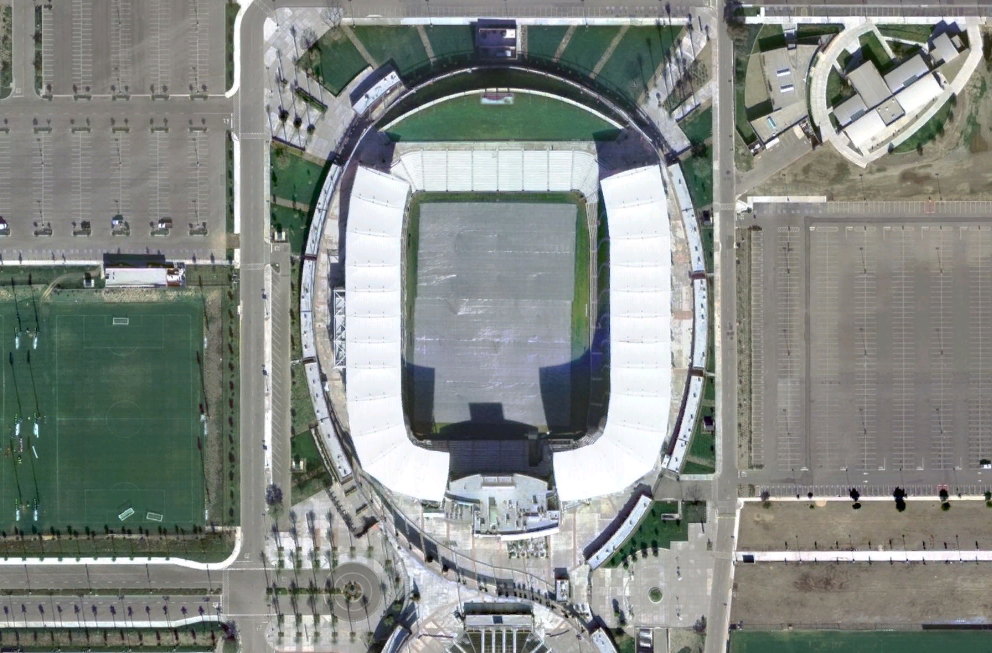
Vista do estádio por satélite

O estádio também já foi usado para shows, incluindo um de dois dias por Dave Matthews Band em 2003, 2004 e 2005. O complexo de US$150 milhões foi desenvolvido e é operado pela Anschutz Entertainment Group. Em 2017 tornou-se a sede temporária do Los Angeles Chargers, da NFL.